# Supine
Il torrente Supine è un corso d'acqua della provincia di Bergamo. Nasce dal Monte Alto e confluisce dopo 7 km da destra nell'Oglio a Costa Volpino. Percorre la valle omonima ed è interamente compreso nel comune di Costa Volpino. 

## Il corso

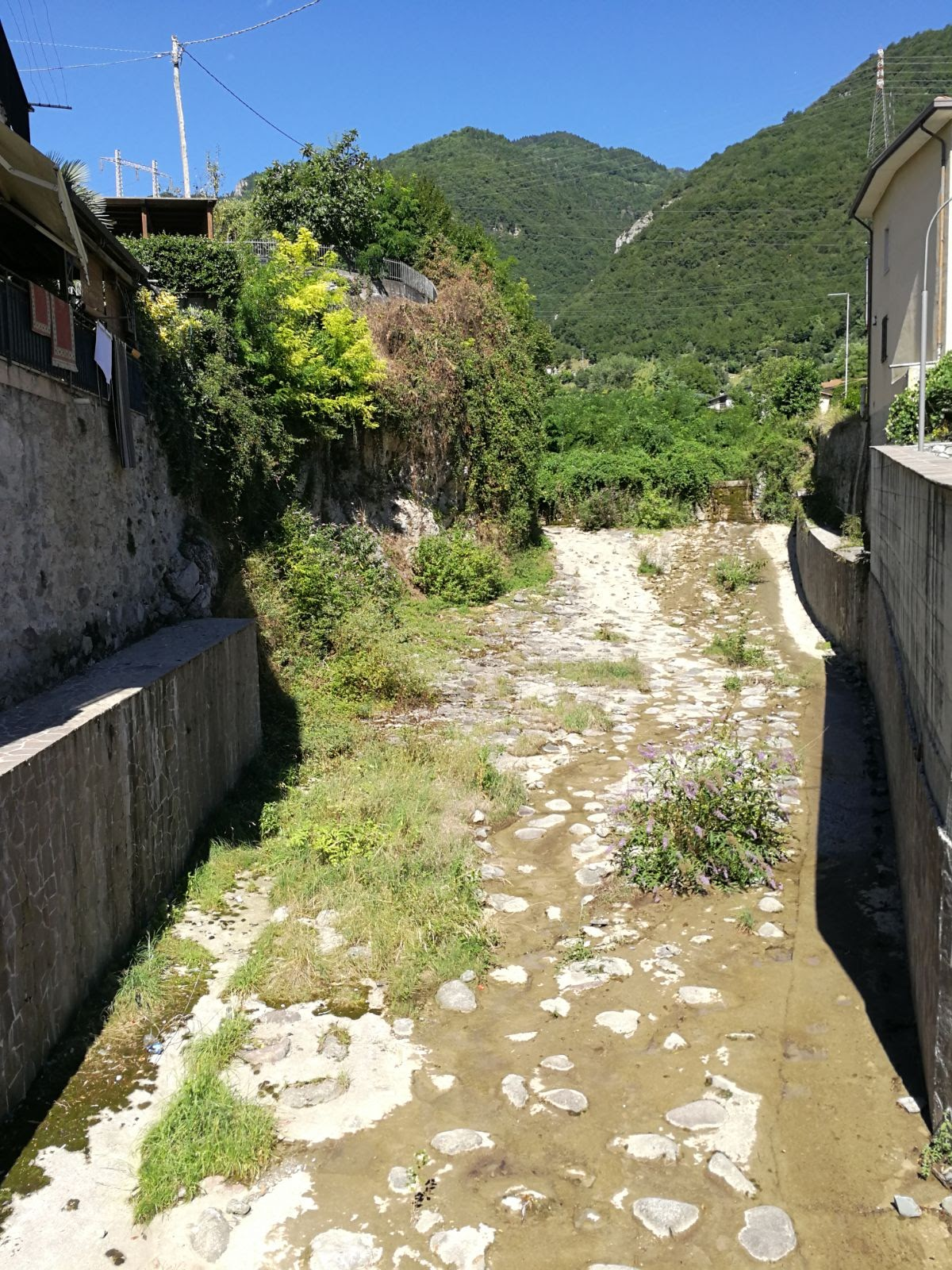
Il letto del Supine a monte dell'abitato di Corti (Costa Volpino)

Ill torrente nasce a quota 1723 m s.l.m. alle falde del Monte Alto. Discende nell'omonima valle dapprima con un decorso ripido e tortuoso ricevendo il suo unico affluente, il torrente della Vallecola di Vester; più a valle, in località Ciàr a Ceratello, ha un letto più ampio; successivamente torna a discendere ripidamente per tutto il lato sinistro della Costa. Giunge a Corti dove attraversa il paese per sfociare nel Fiume Oglio, qualche metro più a sud del Ponte Barcotto, all'altezza di 335m s.l.m..
Dalla sorgente principale alla foce c'è un dislivello di circa 1400m e una acclività media dell'alveo del 23%.

## Lavori di canalizzazione
Fino agli anni cinquanta il torrente giungeva fino al paese di Corti dove il suo letto deviava a destra (attuale via vecchio argine) e proseguiva sotto lo sperone di roccia dove sorge il centro storico, nei prati fra via Zilocchi e via don Alessio Amighetti, disperdendosi nella piana sottostante, al di sotto della attuale via nazionale. La crescente urbanizzazione di Corti basso e successivamente l'alluvione del 1960 portarono negli anni alla realizzazione di opere di canalizzazione che hanno modificato il decorso del torrente. Oggi questo discende a sinistra del paese e nel suo ultimo tratto passa in una galleria artificiale sotto gli edifici all'altezza del Ponte Barcotto per sfociare a ridosso di quest'ultimo nel Fiume Oglio.

## Monumenti

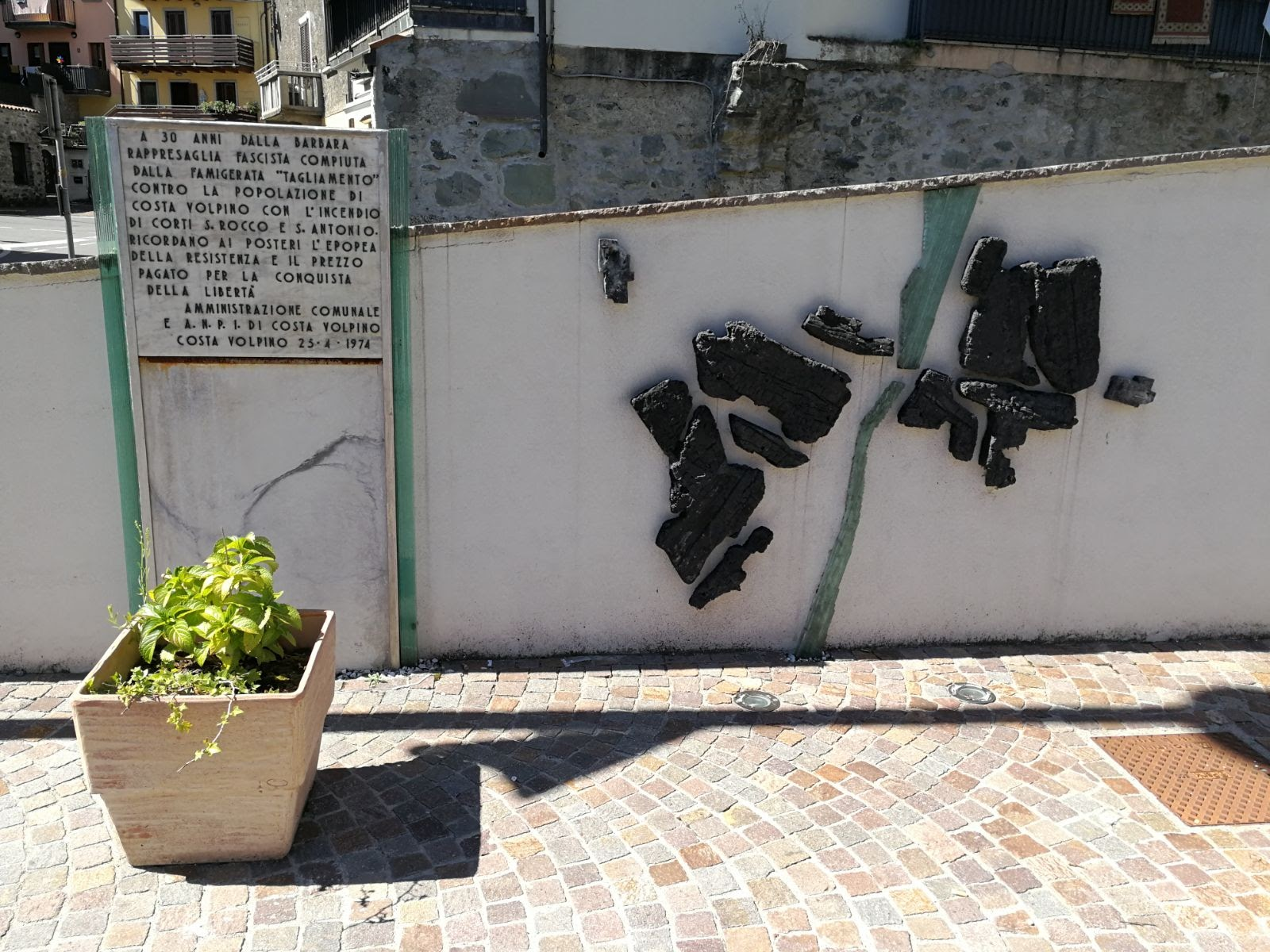
Lapide e monumento in ricordo dell'incendio di Corti dell'8 novembre 1944

Nell'abitato di Corti, sulla sponda nord del Supine, è stato eretto a fianco di una lapide un monumento che ricorda un grave episodio avvenuto durante la Seconda Guerra Mondiale: l'8 novembre 1944 il paese fu messo a ferro e fuoco dai nazifascisti per vendicare il ferimento di due commilitoni avvenuto qualche giorno prima ad opera di Bortolo Gusmeri, detto Caserio, militante della 53ª Brigata Garibaldi "13 Martiri di Lovere" e residente nell'abitato di San Rocco. Insieme all'incendio i nazi-fascisti avevano intenzione di fucilare una quarantina di cittadini accusati di essere collaborazionisti dei partigiani che numerosi avevano trovato rifugio sulle montagne Nell'episodio ebbe un ruolo fondamentale don Luigi Martinelli che prima si offrì come merce di scambio con gli uomini che dovevano essere passati per le armi, successivamente a seguito del no dei militi della Tagliamento, corse presso l'abiazione del padre dove tre comandanti nazisti avevano requisito tre stanze per uso personale. Don Luigi riuscì a trascinarli presso la trattoria dell'Angelo, in località la Morte, poco distante dall'abitazione. Qui, i tre comandanti tedeschi furono messi al coorrente che due militi della Tagliamento erano stati leggermente feriti e valutando eccessiva la reazione intimarono di spegnere l'incendio e liberare la popolazione

## Parchi
A Corti sulla sponda sinistra dell letto del fiume si trova un parco che si estende dalla porzione più a nord dell'abitato sino ai condomini a ridosso del Ponte Barcotto.

## Affluenti
- Vallecola di Vester